# چوپی
چوپی، روستایی از توابع بخش مرکزی شهرستان بیجار در استان کردستان ایران است.این روستا در کوهپایه ی قله امامزاده حمزه عرب واقع شده است. 
کوه های معروف روستای چوپی
قله ی حمزه عرب با ارتفاع ۲۶۴۰ متر از سطح دریا،قله ی زغال،قله ی خوره تاو  و کوه غفار خان

## جمعیت
این روستا در دهستان خورخوره و در کیلومتر ۱۰ جاده بیجار همدان قرار دارد؛ و براساس سرشماری مرکز آمار ایران در سال۱۳۹۵، جمعیت آن ۱۲۰ نفر(۳۰خانوار) بوده‌است.